# Ungureni (Filipeștii de Târg), Prahova
Ungureni este un sat în comuna Filipeștii de Târg din județul Prahova, Muntenia, România.
 Acest articol despre o localitate din județul Prahova este deocamdată un ciot. Puteți ajuta Wikipedia prin completarea lui.